# Diecéze Lamego
Diecéze Lamego (latinsky Dioecesis Lamacensis) je římskokatolická diecéze na území Portugalska se sídlem v městě Lamego a s katedrálou Nanebevzetí P. Marie. Je sufragánní diecézí vůči arcidiecézi Braga. 

## Historie
Diecéze Lamego vznikla v souvislosti s reformami církevní organizace ve svébském království, které provedl sv. Martin z Bragy ve 2. polovině 6. století. Původně bylo biskupství sufragánní vůči arcidiecézi Braga, od poloviny 7. století potom vůči metropoli Emerita Augusta, hlavnímu městu římské provincie Lusitánie. Po dobytí oblasti Araby v roce 714 diecéze zanikla, obnovena byla až na konci 9. století, ale zřejmě příliš nefungovala (neznáme mnoho jmen biskupů). V roce 1101 papež Paschal II. svěřil správu diecézí Lamego a Viseu biskupovi v Coimbře, ale už roku 1116 je přesunul na biskupa v Portu. Diecéze byla definitivně obnovena v roce 1147 a byla jako sufragánní podřízena arcidiecézi Braga. Roku 1257 byla ovšem podřízena arcidiecézi Santiago de Compostela, v roce 1403 arcidiecézi lisabonské. Až v roce 1881 se stala sufragánní vůči  arcidiecézi Braga. 